# Mark of the Blade
Mark of the Blade är det amerikanska death metal-bandet Whitechapels sjätte studioalbum, utgivet 24 juni 2016 av skivbolaget Metal Blade Records. Två musikvideor för låtar från albumet släpptes, "Elitist Ones" och "Bring Me Home".

## Låtlista
1. "The Void" – 4:08
2. "Mark of the Blade" – 2:54
3. "Elitist Ones" – 4:37
4. "Bring Me Home" – 4:49
5. "Tremors" – 4:20
6. "A Killing Industry" – 4:05
7. "Tormented" – 4:14
8. "Brotherhood" (instrumental) – 4:20
9. "Dwell in the Shadows" – 4:02
10. "Venomous" – 4:24
11. "Decennium" – 6:11

## Medverkande
Musiker (Whitechapel-medlemmar)
- Phil Bozeman – sång
- Ben Savage – gitarr
- Alex Wade – gitarr
- Gabe Crisp – basgitarr
- Zach Householder – gitarr
- Ben Harclerode – trummor

Bidragande musiker
- Ben Eller – sologitarr (spår 1, 4, 7, 9, 10)

Produktion
- Whitechapel – producent
- Mark Lewis – producent, ljudtekniker, ljudmix, mastering
- Jason Suecof – ljudtekniker
- Sean Cummings – omslagsdesign
- Colin Marks – omslagskonst
- John Douglass – redigering